# نجع حمادي
نجع حمادي مدينة ومركز في محافظة قنا بجمهورية مصر العربية. معروفة لوجود مجمع الألومنيوم الضخم ولاكتشاف مخطوطات نجع حمادي فيها عام 1945.

## قرى المركز
تضم مدينة نجع حمادي أكثر من 13 وحده محلية. من أكبر قرى المركز قرية بهجورة. ويوجد بشرق نجع حمادي ثلاث وحدات محلية هي السلامية وهي الأقرب للمدينة تليها الرحمانية ثم الشعانية.

## التاريخ

### مخطوطات نجع حمادي
اكتشفت مخطوطات نجع حمادي عام 1945، وهي تضم أقدم كتابات غنوصية تعود زمنياً إلى ما بين نهاية القرن الثالث الميلادي إلى بداية القرن الرابع الميلادي.

### مبان أثرية
ويوجد بمدينة نجع حمادي قصر البرنس يوسف كمال أحد أفراد الأسرة المالكة (عائلة الأمير محمد علي باشا) سابقا والذي يطل على نهر النيل وهو الآن موقع أثري.
مـــدخنة شركة الكراكات بالخضيرات التي ترجع أثريتها الي الاحتلال الفرنسي ويبلغ طولها حوالي 150 متر وهي تقع علي نهر النيل بجوار مدرسة الخضيات الأبتدائية

### العدوان الإسرائيلي عليها
في 31 أكتوبر 1968 داهمت قوات المظليين ل جيش الدفاع الإسرائيلي والمروحيات المحمولة جوا «سوبر فريلون- super frelon» أهدافا في نجع حمادي، وذلك كجزء من «عملية الصدمة».
في 30 نيسان 1969 نفذت العملية في شكل قنابل خاصة أسقطت طائرتا النقل في مياه نهر النيل بالقرب من نجع حمادي لتنفجر تحت جسر نجع حمادي عند تمريرها مع تيار النهر وتسبب تدميرها. على الرغم من أن أضرارا لحقت بالكوبري ولكنه لم يدمر.

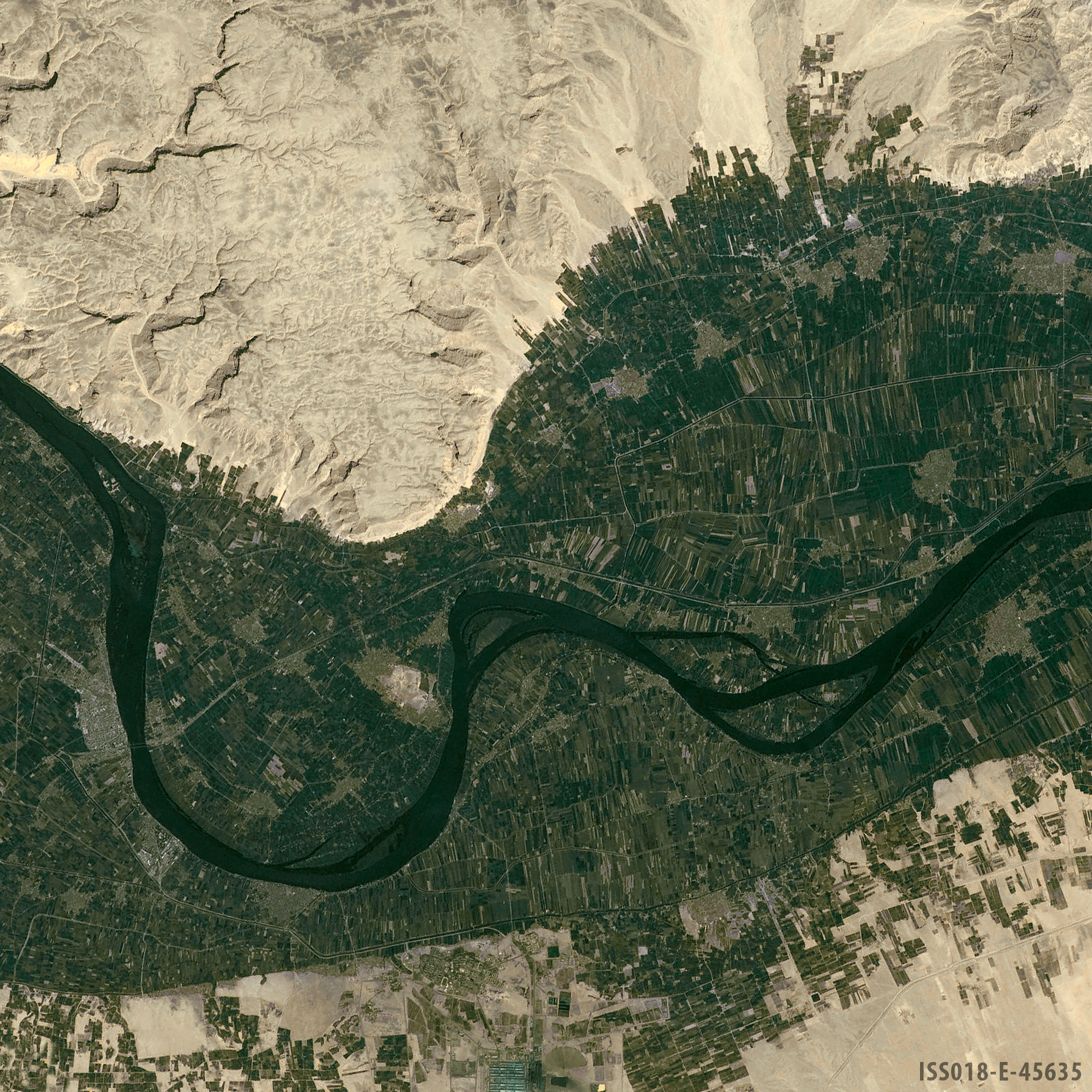
صورة بالقمر الصناعي لمنطقة نجع حمادي

## الزراعة
معظم محاصيلها من قصب السكر ويوجد بها أربع مصانع لقصب السكر ومن أكبر المناطق في مصر لتصنيع العسل الأسود، ويوجد فيها بعض الزراعات الأخرى بخلاف القصب مثل القمح.

## الموارد المائية

### قناطر نجع حمادي
قناطر نجع حمادي ضمن مشروعات تنظيم الري بمصر العليا وضع الملك فؤاد حجر أساس قناطر نجع حمادي وكانت في ذلك الحين تقع داخل حدود مركز نجع حمادي القديم قبل انفصال أبوتشت وفرشوط عنه، والقناطر تخدم مديرية جرجا آنذاك وجزء من محافظة أسيوط عن طريق رفع منسوب مياه ترعة نجع حمادي الغربية (الفؤادية) وترعة نجع حمادي الشرقية (الفاروقية) لري الأرض الزراعية بالراحة، وأيضاً تم إقامة محطة توليد كهرباء لتزويد محطات الطلمبات بالطاقة اللازمة لتشغيلها ومنها محطة طلمبات الدرب.

## النقل والمواصلات

### كوبري نجع حمادي
كوبري استراتيجي حيث يربط بين شرق وغرب النيل (السكة الحديد والطريق البري).
رأت الحكومة مد خطوط السـكك الحديدية لتيسير خطوط المواصلات إلى أقصى جنوب مصر. وجدت دراسات الجدوى الاقتصادية لمشروع مد الخطوط الحديدية، أن أغلب المدن في صعيد مصر من الجيزة إلى قرية نجع حمادى تقع على الضفة الغربية للنيل ثم تنتقل الكثافة السكانية وبالتالى المدن المهمة إلى شرق النيل، وتستمر تلك الكثافة في الشرق إلى أسوان وبناءً على تلك الدراسات، اختير موقع قرية نجع حمادى لعمل كوبرى لتعبر من خلاله قطارات السكك الحديدية من الغرب إلى الشرق لتواصل طريقها نحو الجنوب إلى أسوان